# Always Tomorrow
«Always Tomorrow» es el primer sencillo de Gloria Estefan para su segundo álbum de grandes éxitos Greatest Hits. Lanzado en 1992.

## Información general
Esta canción es acústica con guitarra sobre empezar de nuevo a raíz de la tragedia o desastre. Durante las presentaciones en vivo, Estefan ha tocado la guitarra mientras canta la canción. 
El video de la canción es uno de los clips más simples de Estefan, centrándose en cómo las víctimas del Huracán Andrew reconstruyeron Miami. Estefan donó las regalías de las ventas individuales a las víctimas del huracán. 
Esta canción fue incluida en una mezcla con su N º 1 "Coming Out of the Dark" en la compilación "Hurricane Relief: Come Together now", creado en 2005 por el Huracán Katrina. 

## Lista de canciones
CD maxi sencillo Europa
1. «Always Tomorrow» (Álbum Versión)
2. «Words Get in the Way» (Live from the "Homecoming Concert" in Miami, 1988)
3. «The Miami Hitmix» (Versión sencillo)

Casete Estados Unidos
1. «Always Tomorrow» (Álbum Versión)
2. «Words Get in the Way» (Live from the "Homecoming Concert" in Miami, 1988)

## Posición en las listas
| Listas (1992)                     | Mejor posición |
| --------------------------------- | -------------- |
| Colombia Singles Chart            | 5              |
| Dutch Singles Chart               | 17             |
| Irish Singles Chart               | 27             |
| UK Singles Chart                  | 24             |
| U.S. Billboard Hot 100            | 81             |
| U.S. Billboard Adult Contemporary | 5              |

## Versiones oficiales
1. Álbum versión — 4:37
2. The New mix — 4:31

- Datos: Q4738448